# Илинденка (ваздухопловна једрилица)
Илинденка је једноседа такмичарска једрилица, класе Стандард 15 m, дрвене конструкције. Пројектовао ју је инжењер Милош Илић а производила се у Фабрици 20. Mај из Скопља.

## Пројектовање и развој
Почетком педесетих година прошлог века у Скопљу основана фабрика авиона, која је производила једрилице и клизаче за потребе аероклубова из Македоније. Руководилац ове фабрике је био конструктор Љубомир Тевчев а фирма се завала „20. мај“. Овај амбизиозан човек је желео да 20.Мај производи једрилицу властите конструкције. Дефинисао је захтев и крајем 1954. године обратио се тада већ познатом конструктору једрилице "Кошава" инж. Милошу Илић да пројектује нову једрилицу. Већ 1955. године цртежи су били готови и почела је израда прототипа. Једрилица је названа Илинденка и била је готова и спремна за пробни лет маја месеца 1955. године. После пробног лета испред комисије Свезне управе цивилног ваздухопловства ФНРЈ једрилица је добила пловидбену дозволу и рагистрацију. Након овога направљена је пробна серија од два примерка (Илинденка Т1) а затим и редовна серијска производња.

### Технички опис
Илинденка је била једрилица дрвене конструкције. Труп јој је био елипсастог облика обложен оплатом од шпера. На кљуну је била смештена пилотска кабина са поклопцем од плексигласа из једног дела. Поклопац је имао окове који су омогућавали његово лако одбацивање у случају ванредне опасности. Једрилица је била опремљена најосновнијим инструментима за дневно летење. Као стајни трап овој једрилици је служио клизач причвршћен за труп једрилице испод кабине еластичним амортизерима направљени од тврде гуме. На репу једрилице налазила се обична еластична дрљача.
Крила су била трапезастог облика са благо заобљеним крајевима а постављена на горњој ивици трупа тако да је летилица била класификована као висококрилац. Носећа конструкција крила је била дрвена са предње стране обложена дрвеном лепенком а задње ивице крила и управљачке површине пресвучене су импрегнираним платном. Аеропрофил крила, корен и средина је био Gö 549 а крај крила CAGI 731. Крила су била опремљена аеродинамичким кочницама Schempp-Hirth и са доње и горње стране. Хоризонтални и вертикални стабилизатори као и кормила су конструктивно изведени као и крила.

### Варијанте једрилица
- Илинденка Т1 - Прототипска верзија
- Илинденка Т2 - Побољшана верзија у серијској производњи

## Карактеристике
Карактеристике наведене овде се односе на једрилицу Илинденка а према изворима
| Финеса      | 1 : 31,4 при брзини 79 km/h |
| Перформансе | - максимална брзина 200 km/h - макс. брзина аеро вуче km/h - минимално пропадање 0,66 m/s при брзини 73 km/h                                                |
| Димензије   | - размах крила 15,00 m - дужина 7,03 m - висина 1,51 m - површина крила 12,34 m² - аеропрофил крила Gö 549 и CAGI 731 - макс. оптеречење крила; 28,76 kg/m² |
| Маса        | - сопствена 235 kg - полетна 355 kg - водени баланс; нема                                                                                                   |

## Оперативно коришћење
Производња једрилице Илинденке је поверена фабрици 20. Мај (касније названа Алумина) из Скопља а направљене су за рачун Ваздухопловног савеза Југославије. Укупно је направљено 4 једрилице овог типа а користиле су се две у Македонији (Сопљју и Битољу) а две једрилице су биле у Вршцу у Центру за обуку Ваздухопловног савеза Југославије. Једна једрилица Илинденка 1Т са пилотима Степановић Василије и Раин Звонимиром је учествовала на Светском једриличарском првенству у Пољској 1958. године и освојила 8. место.

## Сачувани примерци
Два примерка једрилице Илинденке 1Т (регистарски бројеви YU 4108 и YU 4109) се чувају у депоу Музеја ваздухопловства у Београду на аеродрому "Никола Тесла" али нажалост нису доступани јавности.

## Земље које су користиле ову једрилицу
- Југославија
- Србија